# یاری نیمی
یاری نیمی (فنلاندی: Jari Niemi؛ زادهٔ ۲ فوریهٔ ۱۹۷۷) بازیکن فوتبال اهل فنلاند بود.
از باشگاه‌هایی که در آن بازی کرده‌است می‌توان به باشگاه فوتبال استاندارد لیژ، باشگاه فوتبال هاکا، باشگاه فوتبال ایلوس، باشگاه فوتبال سنت ترویدنس، و باشگاه فوتبال تامپره یونایتد اشاره کرد.
وی همچنین در تیم ملی فوتبال فنلاند بازی کرده‌است.